# ルーカス・サートカンプ
ルーカス・サートカンプ（1986年3月6日 - ）は、ブラジルの男子バレーボール選手。ブラジル代表。

## 来歴

### クラブチーム
リオグランデ・ド・スル州Colinas出身。2004年にUlbra/Canoasへ入団しバレーボール選手としてのキャリアをスタートさせる。2006/07シーズンはブラジル・スーパーリーガで3位となった。2007/08シーズンはCimed Florianópolisへ移籍し、在籍した3年間はリーグ優勝に大きく貢献した。2010/11シーズンはVôlei Futuroでプレーした。その後、RJX Rio de Janeiroに移籍し2012/13シーズンはブラジルリーグで優勝を果たした。2013/14シーズンからはSesi São Pauloに移籍し、在籍した2年間はともに準優勝だった。2015/16シーズンはイタリアセリエAのModena Volleyと契約し、同シーズンのセリエA、イタリアカップで優勝を果たした。2016/17シーズンから2年間は再びSesi São Pauloでプレーした。2018/19シーズンから3年間はFunvic Natalでプレーした。2018/19シーズンと2020/21シーズンのブラジル・スーパーリーガで優勝した。2022/23シーズンはSada Cruzeiro Vôleiと契約した。

### 代表チーム
2007年にブラジル代表に初選出される。2009年より本格的に代表チームのミドルブロッカーとして活躍。同年のグラチャンで金メダルを獲得した。2010年の世界選手権でも金メダルを獲得した。2012年のロンドン五輪では銀メダルを獲得した。2014年のワールドリーグでは銀メダルを獲得し、自身もベストミドルブロッカー賞を受賞した。2016年のリオデジャネイロオリンピックでは金メダルを獲得した。2017年のグラチャンで金メダルを獲得し、自身もベストミドルブロッカー賞を受賞した。2018年の世界選手権で銀メダルを獲得した。2019年ワールドカップで3大会ぶりに優勝した。

## 球歴
- オリンピック - 2012年、2016年、2021年、2024年
- 世界選手権 - 2010年、2014年、2018年、2022年
- ワールドカップ - 2011年、2019年
- グラチャン - 2009年、2013年、2017年
- ワールドリーグ - 2009年、2010年、2011年、2012年、2013年、2014年、2015年、2016年、2017年

## 所属クラブ
- Ulbra/Canoas（2004-2007年）
- Cimed Florianópolis（2007-2010年）
- Vôlei Futuro（2010-2011年）
- RJX Rio de Janeiro（2011-2013年）
- Sesi São Paulo（2013-2015年）
- Modena Volley（2015-2016年）
- Sesi São Paulo（2016-2018年）
- Funvic Natal（2018-2021年）
- Vôlei Renata/Campinas（2021-2022年）
- Sada Cruzeiro Vôlei（2022-）

## 受賞歴
- 2013年　南米選手権　ベストスパイカー賞
- 2014年  ワールドリーグ ベストミドルブロッカー賞
- 2017年　グラチャン ベストミドルブロッカー賞
- 2018年　世界選手権 ベストミドルブロッカー賞
- 2019年　ワールドカップ ベストミドルブロッカー賞